# B模

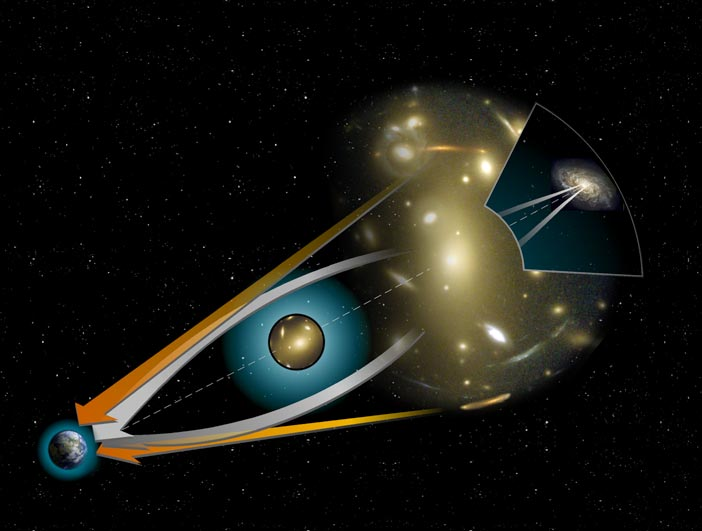
藝術繪圖顯示出，早期宇宙時期的光束，在傳播通過宇宙空間之時，怎樣被大質量宇宙構造所產生的引力透鏡效應所偏轉，形成B模。（Credit: ESA）

B模偏振（B-mode polarization）是宇宙微波背景輻射的一種偏振信號。 宇宙微波背景輻射的偏振圖樣可以分為兩個部分。一個是旋度為零的部分（類電場部分），稱為「E模偏振」，簡稱為「E模」，不具手徵性。2002年，度角尺度干涉儀（DASI）最先發現這種偏振。另一個是散度為零、旋度不為零的部分（類磁場部分），稱為「B模偏振」，簡稱為「B模」，具有手徵性。
宇宙學家預測存在兩種B模。第一種是在大爆炸短暫片刻後的宇宙暴脹過程中生成；第二種在後來由引力透鏡生成。

## 研究成果
2014年3月，BICEP2科學家團隊宣佈探測到第一種B模，符合早期宇宙暴脹期間所產生的引力波，純量-張量比為 {\displaystyle r=0.2_{-0.05}^{+0.07}} 。2015年1月30日，研究團隊承認對於資料的判讀錯誤，觀測到的信號無法排除掉銀河系輻射塵埃的影響，不足以證實這項結果就是早期宇宙的引力波所形成的B模偏振。
此前，南極望遠鏡已發現了第二種B模。這發現可能有助於檢驗有關宇宙起源的理論。科學家現在正在使用普朗克衛星所測得的數據做分析，希望能夠更進一步了解這些引力波。